# Piawi jezici
Piawi jezici (privatni kod: piaw; isto i waibuk; upper yuat), malena jezična porodica koja obuhvaća svega dva jezika koja se govorte po provincijama Madang, Enga, Western Highlands i East Sepik, Papua Nova Gvineja. Njima govori ukupno 2.600 ljudi na kraju 20. stoljeća.
Po ranijoj klasifikaciji piawi jezici bili su dio šire transnovogvinejske porodice. Predstavnici su: haruai [tmd] 2.000 (2000 SIL), pinai-hagahai [pnn] (600; 1997 SIL).
Merritt Ruhlen (1991) naziva ovu porodicu Waibuk i nabraja jezike aramo, waibuk, pinai i wapi. Među ova 4 imena aramo, wapi i pinai su alternativni nazici za Pinai-Hagahai [pnn]. Matthew S. Dryer (2005) u svoju porodicu upeer yuat uključuje jezik haruai. 

## Vanjske poveznice
- Ethnologue (14th)